# Systena pallipes
Systena pallipes är en skalbaggsart som beskrevs av Schwarz 1878. Systena pallipes ingår i släktet Systena och familjen bladbaggar. Inga underarter finns listade i Catalogue of Life.